# 前363年
| 千纪： | 前1千纪 |
| 世纪： | 前5世纪 \| 前4世纪 \| 前3世纪 |
| 年代： | 前390年代 \| 前380年代 \| 前370年代 \| 前360年代 \| 前350年代 \| 前340年代 \| 前330年代                                                                                               |
| 年份： | 前368年 \| 前367年 \| 前366年 \| 前365年 \| 前364年 \| 前363年 \| 前362年 \| 前361年 \| 前360年 \| 前359年 \| 前358年                                                                 |
| 纪年： | 周顯王六年 魯共公二十年 田齊桓公十二年 晉孝公二十六年 趙成侯十二年 魏惠王七年 韓共侯十一年 秦獻公二十二年 楚宣王七年 宋剔成君七年 衛聲公十年 燕後桓公十年 越王無余十年 中山桓公十八年 |

## 大事记
- 秦国出兵攻擊魏国少梁，趙國出兵救援魏國，少梁之役爆發。
- 韓共侯去世，其子韓昭侯即位

## 逝世
- 韓共侯，韩国国君（前374年—前363年在位）
- 内克塔内布一世，埃及法老（前380年—前363年在位）